# Berosus
Berosus (tudi Berossus, Berossos, Berosos, Beros; akadsko Bel-Usur, Bel-usur, Bēl-rē'ušu, Bêl-re'ušunu ali Belriušu, starogrško starogrško Βήροσσος: Bérossos), kaldejski duhovnik, pisec, zgodovinar in mogoče astronom, * okoli 310 pr. n. št., † okoli 240 pr. n. št.

## Življenje in delo
Berosus je živel okoli leta 290 pr. n. št. v Belu v Babiloniji za časa Aleksandra Velikega in opravljal službo v čast Baalu. Pomemben je kot vir kaldejske in sumerske znanosti in zgodovine. Njegovo akadsko ime Bēl-rē'ušu pomeni »Bel je njegov pastir«. Berosus je eno od grških prečrkovanj njegovega imena.
Okoli leta 290 pr. n. št. je prevzel ime za sumerski cikel mrkov saros, ki izhaja iz besede 'šar' ('shar') ali 'šaru' ('sharu') in pomeni lahko ali Vesolje ali število 3600 (60 · 60). Beseda naj bi kazala na obdobje 3600 let. Iz časa kralja Nabonasarja (Nabu-nasir) (vladal od 747 do 734 pr. n. št.) se je ohranilo precej sumerskih astronomskih zapiskov, iz katerih je razvidno, da so Sumerci po dolgotrajnih opazovanjih Sončevih in Luninih mrkov izluščili cikel 18 let in 11d ali 6585 1/3d, ki ga je pozneje v 10. stoletju enciklopedični priročnik Suda (Suidas) po Berosusu imenoval saros in po katerem Luna spet enako prekriva Sonce in zahaja v Zemljino senco. Sedaj ga poznamo kot sarosov cikel 18 let in 11 3/10 dni (ali 18 let in 10 3/10 dni, odvisno od števila prestopnih let (4 ali 5), ki nastopajo med ciklom). V tem času se Sončevi in Lunini mrki ponovijo.
V grščini je Berosus nekako med letoma 290 in 278 pr. n. št. zapisal celotno zgodovino sumerskih kraljev v času 18 sumerskih sarov na področju Srednjega vzhoda v 2. knjigi od treh Babiloniaka, ki pa se na žalost skoraj ni ohranila, le v drobcih, in še to v navedbah drugih piscev. Knjiga je bila zelo razširjena v Atenah. Nekatere astrološke navedbe pri Pliniju starejšem, Jožefu Flaviju, Censorinusu in Vitruviju pripisujejo Berosusu, vendar ne poznamo njihovega izvora. Vitruvij ga je imel za izumitelja polkrožne sončne ure. V Atenah so mu postavili spomenik, verjetno zaradi njegovega ugleda in učenosti kot zgodovinarja, astronoma in astrologa. V latinskem delu Commentariorium in Aratum Reliquiae je naveden kot avtor samostojnega dela Procreatio, vendar to ni zagotovo. Ker so tedaj redko natančno navajali avtorje in dela, gre morda za prvo knjigo Babiloniake.
Berosus naj bi glede na Vitruvijevo delo de Architectura kasneje ustanovil astrološko šolo na grškem otoku Kosu pod pokroviteljstvom egipščanskega kralja. Ni natančno jasno ali je bilo mogoče, da je deloval pod Selevkidi in nato pod vladavino Ptolemejcev.